# Baratin (film)
Pour l'opérette dont le film est adapté, voir Baratin.
Pour plus de détails, voir Fiche technique et Distribution.
Baratin est un film français réalisé par Jean Stelli et sorti en 1956.
Il s'agit de l'adaptation de l'opérette homonyme de Jean Valmy et André Hornez créée en 1949 à l'Européen.

## Synopsis
Roger, un camelot de Montmartre surnommé Baratin, et son ami François pensent avoir trouvé le moyen de s'enrichir en exploitant un gisement de pétrole dont ils supposent l'existence sous un terrain qu'ils ont décidé d'acquérir grâce au prêt de quatre millions consenti par trois blanchisseuses qui viennent de gagner le gros lot à la Loterie nationale. En route vers la Côte d'Azur avec François, Roger perd au casino la totalité de la somme prêtée en tentant d'accroître le capital.

## Fiche technique
- Titre : Baratin
- Réalisation : Jean Stelli
- Scénario et dialogues : André Hornez, Jean Stelli, Bruno Coquatrix et Roger Nicolas, d'après l'opérette de Jean Valmy et André Hornez (éditions musicales Ray Ventura)
- Décors : Louis Le Barbenchon, Daniel Guéret
- Costumes : Paulette Coquatrix
- Photographie : Victor Arménise
- Montage : Jean-Charles Dudrumet
- Son : Norbert Gernolle
- Musique : Henri Betti
  - Chansons composées par Henri Betti, paroles d'André Hornez
- Production : Jean Hébey et Michel Kagansky
- Sociétés de production : Général Productions - Les Films Hergi
- Société de distribution : Compagnie commerciale française cinématographique (CCFC)
- Pays d'origine :  France
- Langue : français
- Format : Noir et blanc - 35 mm - 1,37:1 - son mono
- Genre : Film musical
- Durée : 85 minutes
- Dates de sortie : 
  - France : 2 novembre 1956
- Affiche : Jean Mascii (France)

## Distribution
- Roger Nicolas : Roger
- Ginette Baudin : Conchita
- Sylvia Lopez : Patricia
- Caroline Cler : Lulu
- Gisèle Fréry : Colette
- Micheline Luccioni : Brigitte
- Anne-Marie Carrière : Adélaïde
- Pauline Carton : Blondine
- Jacques Harden : François
- Maurice Bénard : Dubois-Dumas
- Jean Tissier : Bouteloup

## Chansons du film
- Baratin interprétée par Roger Nicolas
- La Clé de mon cœur interprétée par Caroline Cler, Gisèle Fréry et Micheline Luccioni
- Les Baobabs interprétée par Roger Nicolas et Ginette Baudin